# Roscoe (Nebraska)
Roscoe es un lugar designado por el censo ubicado en el condado de Keith en el estado estadounidense de Nebraska. En el Censo de 2010 tenía una población de 63 habitantes y una densidad poblacional de 154,93 personas por km².

## Geografía
Roscoe se encuentra ubicado en las coordenadas 41°7′54″N 101°35′7″O / 41.13167, -101.58528. Según la Oficina del Censo de los Estados Unidos, Roscoe tiene una superficie total de 0.41 km², de la cual 0.41 km² corresponden a tierra firme y (0%) 0 km² es agua.

## Demografía
Según el censo de 2010, había 63 personas residiendo en Roscoe. La densidad de población era de 154,93 hab./km². De los 63 habitantes, Roscoe estaba compuesto por el 95.24% blancos, el 0% eran afroamericanos, el 0% eran amerindios, el 0% eran asiáticos, el 0% eran isleños del Pacífico, el 1.59% eran de otras razas y el 3.17% pertenecían a dos o más razas. Del total de la población el 4.76% eran hispanos o latinos de cualquier raza.